# Sirażudin Ajubow
Sirażudin Ajnudinowicz Ajubow (ros. Сиражудин Айнудинович Аюбов) – radziecki zapaśnik walczący w stylu wolnym. Srebrny medalista mistrzostw Europy w 1985. Wicemistrz ZSRR w 1984 i 1985 roku. Trener zapasów.